# De Vakantiegast
De Vakantiegast is een Belgisch televisieprogramma van productiehuis Sputnik Media. Het wordt uitgezonden door de commerciële zender VIER. Een eerste reeks werd uitgezonden in 2012. Een tweede reeks kwam pas twee jaar na de opnames, vanaf 21 februari 2015 op het scherm.
In het programma gaan bekende Vlamingen op vakantie met gewone gezinnen. In het eerste seizoen waren de bekende Vlamingen (ook wel 'vakantiegasten' genoemd): Marc Reynebeau, Véronique De Kock, Iwein Segers, Pascale Platel, Saskia De Coster en Christophe Deborsu.
In het tweede seizoen waren de bekende Vlamingen Luk Wyns, Peter Van Asbroeck; Kelly Pfaff, Davy Brocatus, Pieter Aspe, Sergio Quisquater, David Davidse en Marleen Merckx. De eerste aflevering van de tweede reeks haalde 120.000 kijkers. Na 3 afleveringen van het tweede seizoen werd beslist de uitzendingen stop te zetten wegens tegenvallende kijkcijfers. Ter vervanging werd een herhaling van Geubels en de Belgen uitgezonden. Op maandag werd het volledig seizoen wel nog in de vooravond uitgezonden.